# 中国欧盟商会
中国欧盟商会（European Union Chamber of Commerce in China）是一个非營利性的非政府组织，旨在支持和代表在中国经营的欧盟企业的利益。中国欧盟商会的主要目标是營造更好的商业环境。它通过宣传、提供商业情报等会员服务来实现这一目标。该组织的总部位於中国北京市。中国欧盟商会成立于2000年10月19日，由51家欧洲公司组成。